# 第2野戦軍
第2野戦軍（だいにやせんぐん、第二野战军）は、国共内戦時代の中国人民解放軍の方面軍・軍集団級の部隊。前身の中原野戦軍以来、劉伯承が司令員を、鄧小平が政治委員を務めたため、劉鄧軍とも呼ばれた。

## 成立
1949年2月5日、中国共産党中央軍事委員会の命令により、中原野戦軍は、中国人民解放軍第2野戦軍に改称された。

## 指揮官
1949年2月5日現在。
- 司令員：劉伯承
- 政治委員：鄧小平
- 副政治委員兼政治部主任：張際春
- 参謀長：李達
- 政治部主任：唐亮

## 編制
1949年2月5日現在、3個兵団を管轄した。
- 第3兵団 - 司令員陳錫連、政治委員謝富治
  - 第10軍 - 軍長杜義徳（兵団副司令員兼任）、政治委員王維綱
  - 第11軍 - 軍長曾紹山、政治委員鮑先志
  - 第12軍 - 軍長兼政治委員王近山（兵団副司令員兼任）
- 第4兵団 - 司令員兼政治委員陳賡
  - 第13軍 - 軍長周希漢、政治委員劉有光
  - 第14軍 - 軍長李成芳、政治委員雷栄天
  - 第15軍 - 軍長秦基偉、政治委員谷景生
- 第5兵団 - 司令員楊勇、政治委員蘇振華
  - 第16軍 - 軍長尹先柄、政治委員王輝球
  - 第17軍 - 軍長王秉璋、政治委員趙健民
  - 第18軍 - 軍長張国華、政治委員譚冠三

2月12日、野戦軍特種兵縦隊が編成され、野戦軍参謀長李達が司令員と政治委員を兼任した。また、野戦軍後勤指揮機関も拡大され、段君毅が後勤司令員兼政治委員に任命された。
編成の整備を経て、第2野戦軍の総兵力は、約28万人に達した。

## 活動
1949年4月20日、中央軍事委員会の命令により、第2野戦軍は、第3野戦軍と共に渡江戦役を発動した。4月21日夕刻、第2野戦軍は、馬壋と貴池の間から敵の長江防衛線を突破し、潰走する敵を追撃した。5月6日までに、敵の東南の連絡線を切断し、皖南及び閩浙贛辺区を解放すると共に、南京、南昌等の都市の工作に参加した。中央軍事委員会の華南及び西南への進撃の指示に基づき、劉伯承、鄧小平は、8月19日、「川黔作戦的基本命令」を下達した。11月、第2野戦軍主力は、第1野戦軍及び第4野戦軍との協同により、迂回・包囲行動を取りつつ、川黔に進軍し、成都戦役を実行した。野戦軍第4兵団は、広東及び広西解放作戦に参加し、第4野戦軍と共に雲南に進撃した。12月末までに、胡宗南等の部隊、約90万人（帰順・投降を含む）を撃滅した。1950年春、野戦軍主力は、滇南戦役を発動し、2万5千人の敵軍を撃滅した。3月中旬から4月初め、一部部隊が西昌に進撃し、数万人の敵軍を撃滅した。これにより、チベットを除く西南全域が解放された。
以上のように、最重要の工業地帯であった東北地区を解放し、その後長江をわたって、海南島まで達した第4野戦軍とならび、中華人民共和国建国に功績が大きかった部隊である。

## 消滅
1950年2月22日、中央軍事委員会の指示により、第2野戦軍の指揮機関に基づき、西南軍区が設置された。司令員には賀竜、政治委員には鄧小平が任命され、西康、川西、川北、川東、川南、雲南、貴州、西蔵の8個軍区を管轄した。同年5月、中央軍事委員会の決定に基づき、第2野戦軍は西南軍区に編入され、兵団と野戦軍機構が廃止された。